# Sant'Anna d'Alfaedo
Sant'Anna d'Alfaedo là một đô thị ở tỉnh Verona trong vùng Veneto của Ý, có cự ly khoảng 110 km về phía tây của Venice và khoảng 20 km về phía bắc của Verona. Tại thời điểm ngày 31 tháng 12 năm 2004, đô thị này có dân số 2.544 người và diện tích là 43,7 km².
Đô thịSant'Anna d'Alfaedo có các frazioni (đơn vị trực thuộc, chủ yếu là các làng) Ronconi, Fosse, Giare, Cerna, Sant'Annavà Ceredo.
Sant'Anna d'Alfaedo giáp các đô thị: Ala, Avio, Dolcè, Erbezzo, Fumane, Grezzana, Marano di Valpolicellavà Negrar.